# Destruction d'un Il-76 ukrainien en 2014
Guerre du Donbass
Batailles
- Euromaïdan
- Révolution de la Dignité
- Manifestations anti-Maïdan

Annexion de la Crimée
- Invasion russe de la Crimée
- Prise du Parlement de Crimée
- Prise de la base navale sud
- Incident de Simféropol (en)
- Occupation russe de la Crimée

Troubles pro-russes
- Odessa
- Troubles pro-russes à Kharkiv (uk)
- Troubles pro-russes à Louhansk (uk)
- Bataille de la rue Rymarska (uk)
- Proclamation de la république de Crimée
- Prise de Donetsk
- Proclamation de la RP de Donetsk
- Proclamation de la RP d'Odessa (hu)
- Proclamation de la RP de Lougansk
- Affrontements à Odessa du 2 mai (uk)
- Incendie de la Maison des syndicats d'Odessa

Guerre du Donbass
- Sloviansk
- Kramatorsk
- Artemivsk
- Marioupol
- Karlivka
- 1re Donetsk
- Louhansk
- Krasnyi Lyman
- Il-76
- Chyrokyne
- Saour-Mogyla
- Horlivka
- Vol Malaysia Airlines 17
- 2e Donetsk
- Loutouhyne
- Ilovaïsk
- Novoazovsk
- 3e Donetsk
- 32e barrage
- Volnovakha
- Debaltseve
- Marïnka
- Avdiïvka

La destruction d'un Il-76 ukrainien en 2014 est un événement de la guerre du Donbass qui a lieu le 14 juin 2014. Un Iliouchine Il-76, avion de transport de l'armée régulière de la 25e Brigade de transport aérien, transportant du personnel, de la machinerie, de l’équipement et des approvisionnements pour l'armée ukrainienne est abattu par un missile antiaérien d'épaule alors qu'il participait à la création d'un pont aérien pour soutenir les troupes ukrainiennes encerclées. L'ensemble des passagers du vol ont succombé, neuf membres d'équipage et quarante membres de la 25e brigade d'assaut aérien.
Des manifestations hostiles à la Russie sont alors organisées à Kyïv.